# Willem Adelaar
Willem F. H. Adelaar (* 3. Februar 1948 in Den Haag) ist ein niederländischer Linguist, dessen Forschungsschwerpunkte in indigenen Sprachen Amerikas liegen. Er ist Professor für indigene amerikanische Sprachen und Kulturen an der Universität Leiden.
Adelaar hat insbesondere über verschiedene Quechua-Varietäten (darunter Tarma und Pacaraos), Aymara und Mapudungun, aber auch ausgestorbene Sprachen wie das Culli in Nordperu gearbeitet. Als sein Hauptwerk gilt die 2004 herausgegebene Monographie The Languages of the Andes (Die Sprachen der Anden). Für eine breitere Leserschaft brachte er mehrere Werke über die Geschichte und Religion der Inka sowie Übersetzungen aus dem Quechua ins Niederländische heraus. Als Fachmann für Minderheitensprachen der Anden gehört er auch zu den Herausgebern des interaktiven Weltatlas der bedrohten Sprachen von der UNESCO.
1994 wurde Adelaar auf den neu geschaffenen Lehrstuhl für indigene amerikanische Sprachen und Kulturen an der Universität Leiden berufen. Er ist davon überzeugt, dass die Sprachenvielfalt Amerikas ein tieferes Verständnis von der Geschichte Altamerikas vermittelt als die klassische archäologische Forschung über die Besiedlung Amerikas.
2014 wurde er für seine wissenschaftlichen Ergebnisse zum Ritter des Ordens vom Niederländischen Löwen erhoben. Die Universidad Nacional Mayor de San Marcos in Lima (Peru) hat ihm einen Ehrendoktor verliehen. 2019 wurde Adelaar in die Academia Europaea gewählt.

## Werke (Auswahl)
- 2009 Unesco Interactive Atlas of the World's Languages in Danger. (regional editor for South America). Paris: UNESCO.
- 2007 The Languages of the Andes. With the collaboration of P.C. Muysken. Cambridge language survey. Cambridge University Press. Revised edition. ISBN 978-0-521-36831-5
- 2007 The importance of toponymy, family names and historical documentation for the study of disappearing and recently extinct languages in the Andean region. In: L. Wetzels (ed.), Language Endangerment and Endangered Languages. Linguistic and anthropological studies with special emphasis on the languages and cultures of the Andean-Amazonian border area, pp. 325–331. Leiden: CNWS.
- 2007 Ensayo de clasificación del katawixí dentro del conjunto harakmbut-katukina. In: A. Romero Figueroa, A. Fernández Garay and A. Corbera Mori (eds.), Lenguas indígenas de América del Sur: Estudios descriptivo-tipológicos y sus contribuciones para la lingüística teórica, pp. 159–169. Caracas: Universidad Católica Andrés Bello.
- 2006 The Quechua impact in the Amuesha language, an Arawak language of the Peruvian Amazon. In: A.Y. Aikhenvald & R.M.W. Dixon (eds.), Grammars in Contact. A Cross-Linguistic Typology, pp. 290–312. Oxford and New York: Oxford University Press
- 1995 Raíces lingüísticas del Quichua de Santiago del Estero. In: A. Fernández Garay & J.P. Viegas Barros (eds.), Actas de las Segundas Jornadas de Lingüística Aborigen, pp. 25–50. Universidad de Buenos Aires.
- 1994 La procedencia dialectal del manuscrito de Huarochirí en base a sus características lingüísticas. Revista Andina, 12:1, pp. 137–154. Cusco: Centro "Bartolomé de Las Casas".
- 1987 Morfología del quechua de Pacaraos. Lima: Universidad Nacional Mayor de San Marcos.
- 1987 Aymarismos en el quechua de Puno. Indiana, 11, pp. 223‑231. Berlin: Gebr. Mann Verlag.
- 1982 Léxico del quechua de Pacaraos. Lima: Universidad Nacional Mayor de San Marcos: Centro de Investigación de Linguística Aplicada: Documento de Trabajo No. 45.